# أكيهيرو نيشيمورا (سياسي)
أكيهيرو نيشيمورا هو سياسي ياباني، ولد في 16 يوليو 1960 في اليابان. حزبياً، نشط في الحزب الليبرالي الديمقراطي الياباني. وقد في الانتخابات العامة اليابانية 2017، انتخب عضو مجلس النواب من اليابان عن دائرة Miyagi 3rd district ‏ وقد انضم خلال فترته النيابية ‏ (22 أكتوبر 2017 – )  للكتلة البرلمانية الحزب الليبرالي الديمقراطي الياباني وانتخب عضو مجلس النواب من اليابان عن دائرة Miyagi 3rd district ‏ وقد انضم خلال فترته النيابية ‏  للكتلة البرلمانية الحزب الليبرالي الديمقراطي الياباني.

## وصلات خارجية
- الموقع الرسمي